# Ādolfs Sīmanis
Ādolfs Sīmanis   (Riga, 11 de març de 1909 - setembre 1979) fou un futbolista letó de la dècada de 1930. and died there in September 1979.
Fou 9 cops internacional amb la selecció de Letònia. Pel que fa a clubs, defensà els colors de Riga Vanderer i FK Dinamo Rīga.